# Brouwerij Thienpont

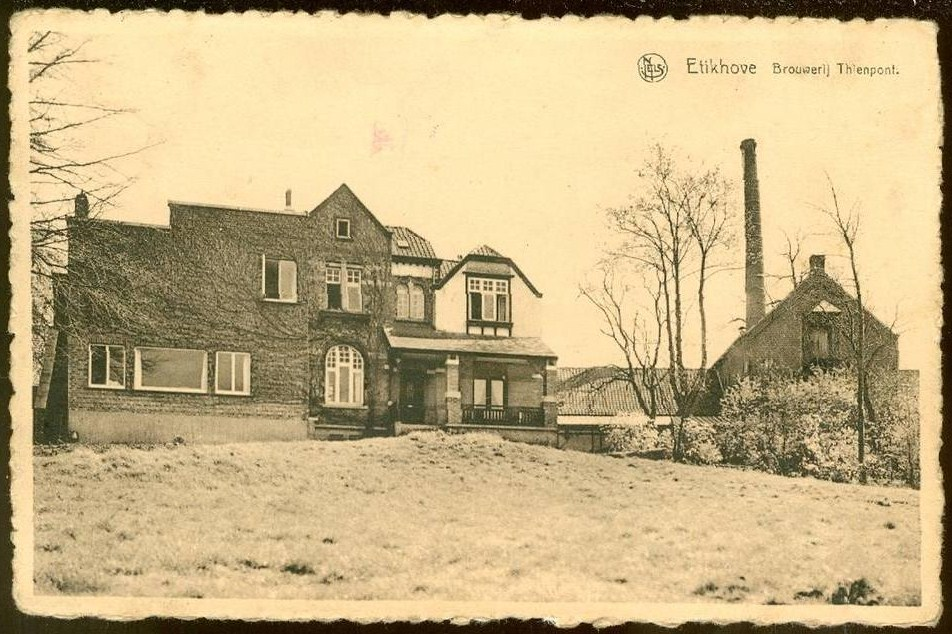
Foto van de beschermde villa en naastliggende brouwerij

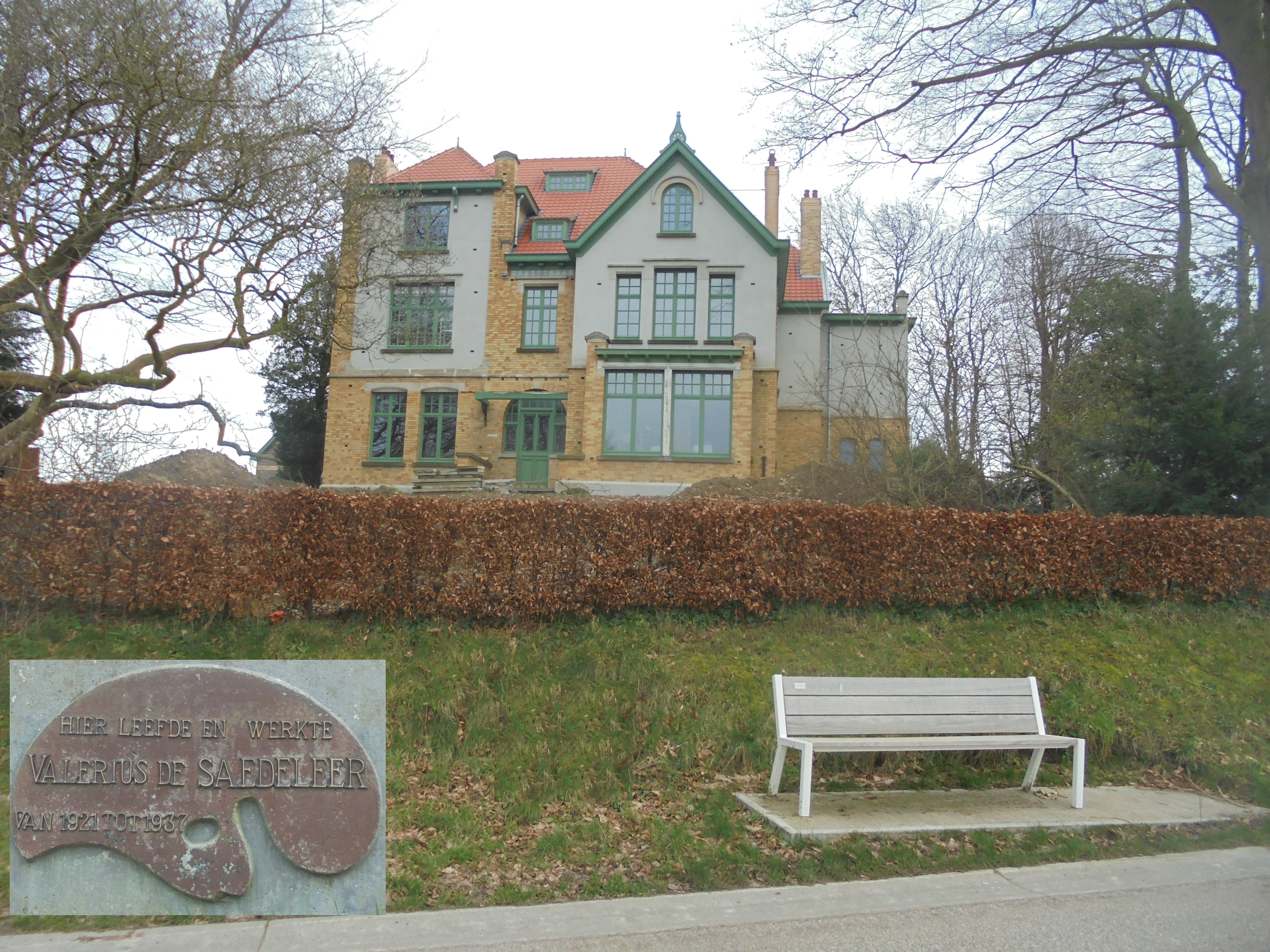
Villa Tynlon en plaquette voor Valerius De Saedeleer

Brouwerij Thienpont (Brouwerij Bienkorf) is een voormalige brouwerij gelegen te Etikhove en was actief tot 1969. De bijhorende villa Villa Thienpont of Villa Tynlon, herbouwd in 1906, is opgenomen in de inventaris van onroerend erfgoed.

## Geschiedenis
De Familie Thienpont kocht in 1792 het domein "Hof te Cattebeke", gelegen in de Bossenaersstraat, dat zou dateren van voor 1570. In 1842 startte Charles-Franciscus Thienpont, burgemeester van Etikhove, met een wijnhuis. Een van zijn nazaten bouwde een brouwerij aan de rand van het domein en bouwde in 1908 hierbij ook de villa Thienpont ook wel villa Tynlon genaamd.

## Gebouwen
De brouwerij en villa liggen in een omheinde tuin met ijzeren voetgangershek. 
De kleine villa heeft 2 bouwlagen en deur en portier met lessenaarsdak villa. Op de opgeknotte geveltop zijn brouwsymbool aangebracht alsook het jaartal 1906. De zijdelings aanbouw is meermaals herbouwd. Tussen 1921 en 1937 woonde kunstschilder Valerius De Saedeleer er. Hij noemde de villa 'Tynlon' (wat Welsh is voor 'huis langs de weg') als herinnering aan Tyn-y-lon, het huis aan het einde van de weg waar De Saedeleer tijdens de Eerste Wereldoorlog verbleef in Wales. Tot 1948 woon de De Saedeleers schoonzoon Leo Piron er.
De restanten van de brouwerijgebouwen liggen rechts aan de straatkant en bezitten 2 bouwlagen onder een tentdak en een vierkante toren.

## Bieren[2]
- Oud Speciale Vieille
- Oude Kriek
- Pater's Bier
- Super Speciale
- Super Thienpont
- Thienpontsbier